# Таупо (вулкан)
Таупо — вулкан на Північному острові, Нова Зеландія. Його кальдера заповнена однойменним озером. Є частиною вулканічної зони Таупо, області вулканічної активності, яка простягається від Руапеху на півдні, через регіони Таупо і Роторуа, Вайт-Айленд до бухти Пленті.
Таупо почав вивергатися близько 300 000 років тому (експлозивні виверження почалися 65 000 років тому), але провідні виверження, які досі впливають на навколишній ландшафт, є виверження Оруануї, яке сталося близько 26 500 років тому й утворило сучасну кальдеру, і виверження Хатепе, близько 1 800 років тому. Виверження вулкана відбуваються, в середньому, щотисячоріччя
Вулкан Таупо вивергає ріоліт — в'язку магму, з високим вмістом кремнезему.
Виверження Оруануї відбулося 26 500 років тому, стало найбільшим вулканічним виверженням у світі за останні 70 000 років і досягло 8 балів за шкалою VEI. Виверження сталося в пізньому плейстоцені і відрізнялося величезним обсягом вулканічних викидів. За оцінками вчених, було викинути близько 430 км³ пірокластичного матеріалу, 320 км³ ігнімбритів і 420 км³ первинного внутрікальдерного матеріалу, обсяг якого еквівалентний 530 км³ магми. На основі аналізу вулканічного матеріалу дослідники розділили виверження Оруануї на десять етапів.
Перші ігнімбритові виверження відбулися північніше, ніж Таупо. Два з них були надвиверженнями й сталися близько 1,25 і 1,0 мільйона років тому, утворивши ігнімбрітовий покрив, який покривав Північний острів з Окленда до Нейпіру. Під час ранніх фаз виверження почалося формування гігантської кальдери, розширення якої завершилося на останньому етапі. Нині кальдера частково заповнена озером Таупо.
Близько 180 року н. е. відбулося останнє значне виверження (7 балів за шкалою VEI), що отримало на честь родовищ плініанської пемзи назву виверження Хатепе. Було викинуто близько 120 км³ матеріалу, з яких 30 км³ викинуто протягом декількох хвилин. Вважається, що висота еруптивної колони досягла 50 км у висоту, що вдвічі вище, ніж колона від виверження вулкана Сент-Геленс у 1980. Все це робить виверження одним з найсильніших за останні 5000 років, порівнянним за потужністю з виверженням вулкана Пектусан (близько 1000 року н. е.) і Тамбора (1815). Виверження мало не настільки сильний вплив на північну півкулю, проте римські й китайські джерела зареєстрували явище «червоного неба».